# Tarama Dergisi
Die Tarama Dergisi, mit vollem Namen Osmanlıcadan Türkçeye Söz Karşılıkları Tarama Dergisi, war ein Anfang der 1930er Jahre von der damaligen Türk Dili Tetkik Cemiyeti (Gesellschaft zur Untersuchung der türkischen Sprache, heute Türk Dil Kurumu) herausgegebenes Werk.

## Name
Der Name ist aus den türkischen Wörtern tarama und dergi zusammengesetzt, die im modernen Türkisch in teilweise ganz anderen Bedeutungen verwendet werden. Tarama ist in diesem Zusammenhang nicht etwa eine Sorte Fischrogen, sondern ein Verbalsubstantiv von taramak, das (durch-)kämmen, absuchen, in moderner Sprache auch scannen bedeutet, dergi hat im modernen Türkisch das aus osmanischer Zeit geläufige Wort mecmua für Zeitschrift ersetzt und hat heute nur diese Bedeutung, steht aber hier unspezifisch als substantivische Ableitung des Verbums dermek, das zusammenraffen, sammeln bedeutet. Der Titel könnte so in etwa als Sammlung von Suchergebnissen von Wortentsprechungen aus dem Osmanischen ins Türkische übersetzt werden.

## Entstehung
Ziel der Anstrengungen, die zur Tarama Dergisi führten, war die Ersetzung der Vokabeln fremder, vor allem arabischer und persischer Herkunft durch solche mit echt-türkischer Ableitung. Das Werk wurde ab 1932 in mehreren Faszikeln herausgegeben und erschien zusammengefasst 1934 in zwei Bänden. Es war das Ergebnis von verschiedensten Quellen. Zum einen wurden im Rahmen einer „Mobilmachung zur Vokabelerhebung“ (söz derleme seferberliği) auf Provinz-, Distrikts- und Kreisebene landesweit Komitees gegründet, die Vokabeln sammelten, die lokal und regional in Gebrauch waren. Sodann wurden die vorhandene und greifbare Volksdichtung und weitere Werke, darunter das erste türkische Dialektwörterbuch, durchsucht und auch Vokabeln aus dem Aserbaidschanischen und Turkmenischen herangezogen. Unter den Zeitungslesern etwa wurden Wettbewerbe ausgelobt für die Einsendung echt-türkischer Vokabeln, die solche der hergebrachten osmanischen Literatursprache ersetzen sollten. Daneben wurden die Wörterbücher der Turksprachen durchsucht und außer Gebrauch gekommene oder vergessene Vokabeln aus Werken von Schriftstellern der Vergangenheit gesammelt. Die von den verschiedenen Sammelstellen vorgesichteten Wortlisten wurden zentral einer kurzen Überprüfung, die hauptsächlich von Mittelschullehrern geleistet wurde, unterworfen und dann veröffentlicht. Bei dem Ergebnis der hastigen und auch unsystematischen Arbeit blieben viele Vokabeln erhalten, die schon die Redakteure mit einem Fragezeichen versahen.

## Verwendung und Fortwirkung
Für das Ziel der Sprachreform erwies sich die Tarama Dergisi als wenig hilfreich. Für einen Begriff stand mitunter ein ganzer Strauß angeblich türkischer Entsprechungen zur Verfügung, die zumeist nicht allgemein geläufig waren. Kurzzeitig herrschte eine babylonische Sprachverwirrung. So konnte etwa für die Wiedergabe des auch heute noch gebräuchlichen Wortes kalem (Feder, Schreibgerät) ausgewählt werden zwischen den Dialektausdrücken yağuş oder yazgaç aus  İzmir bzw. Bandırma, dem karaimischen cizgiç oder sızgıç, dem tatarischen kavrı, kamış aus dem osmanischen Großwörterbuch (Kamus) des Sami Frashëri von 1901 oder yuvuş aus dem Dictionaire Turk-Orientale des französischen Orientalisten Abel Jean Baptiste Pavet de Courteille von 1870. Für das gleichfalls noch heute geläufige Wort Hediye (Geschenk) fanden sich gar 77 Entsprechungen von açı über ertüt und tanşu bis yarlığaş und zını.
Praktisch wurde die Substitution des Wortschatzes durch den İkameci durchgeführt.
In der Folgezeit erwies sich, dass die Sprachreform auf diesem Weg nicht erfolgreich sein konnte. Nunmehr wurden zahlreiche ursprünglich etwa aus dem Arabischen stammende Wörter, insbesondere dann, wenn sie im Türkischen geläufig waren und sich in die türkische Sprache einfügten, kurzerhand als ursprünglich türkisch deklariert.
Der auf der Basis der Tarama Dergisi 1935 erschienene Türkisch-osmanische Taschensprachführer (Türkçeden osmanlıcaya cep kılavuzu) bildete dann den Ursprung zahlreicher Neologismen.

## Einzelbelege
1. ↑  Geoffrey L. Lewis: The Turkish language reform. A Catastrophic Success. Oxford University Press, Oxford [u.a] 1999, ISBN 0-19-823856-8, Kapitel 4: Atatürk and the Language Reform until 1936, S. 50
2. ↑  Geoffrey L. Lewis: The Turkish language reform. A Catastrophic Success. Oxford University Press, Oxford [u.a] 1999, ISBN 0-19-823856-8, Kapitel 4: Atatürk and the Language Reform until 1936, S. 60